# قعفور (الأردن)
قعفور قرية أردنية تقع إلى الشرق من العاصمة عمان وترتفع إلى 1000 متر تقريبا فوق سطح البحر.

## الموقع
تقع قرية قعفور إلى الشرق من مدينة عمان بحوالي 20 كيلو متر وإلى الشمال من لواء الموقر وتتبع إداريًا إلى حدود أمانة عمان - منطقة أحد.

## سبب التسمية
تعود تسميتها إلى نبتة ( قعفور ) وهي نبتة صغيرة لها زهرة بنفسجية اللون مميزة تعيش في منطقة قعفور وما حولها. ويقطن المنطقة القهيويين وباقي البلقاوية

## الآثار
يوجد في قرية قعفور (رجم قعفور) الأثري ويعود للفترة الرومانية وهو حصن أو قلعة عسكرية بني على قمة تلة تطل على طريق عمان الأزرق الصحراوي.

## المياه
تعتمد قرية قعفور في زراعتها للحبوب والزراعات الشتوية كالشعير والقمح على مياة الأمطار، أما في زراعاتها الصيفية من خضار وفاكهة فتعتمد على الآبار الجوفية المتوفرة في القرية.